# Quiksilver
Quiksilver (NYSE ZQK) és una empresa de moda australiana. Fou fundada a Torquay (Austràlia) el 1969. El seu emblema és una ona, amb una muntanya en segon pla.

## Història
Quiksilver es va crear el 1970, quan dos surfistes, Alan Green i John Law, es van proposar quedar-se a viure a la localitat australiana de Torquay per començar una nova vida i practicar surf. En el 1969, Green produïa vestits de bany amb un préstec del seu pare de 2.500 $ i a l'any següent ell i Law formarien Quiksilver. Green i Law es van posar a treballar junts en el disseny de nous vestits per a surfistes, vestits més resistents, amb tancaments de velcro i d'assecatge ràpid, molt innovadors per a l'època. Tant Green com Law van provar ells mateixos els seus vestits davant de les atònites mirades d'altres surfistes que van comprovar que allò funcionava. Quiksilver començava a llaurar-se un nom a la zona. Jeff Hakman, un dels millors surfistes de l'època va creure veure en aquests vestits el futur del surf. En 1976, Hakman se'n va anar de Torquay disposat a introduir i distribuir Quiksilver al mercat nord-americà.
Hajman va viatjar a Hawaii per reunir-se amb Bob "Buzz" McKnight, un vell amic de la universitat que gravava escenes de surf. A Hawaii el nou banyador també va atraure amb força entre els habitants de la paradisíaca illa. Hakman va convèncer a Green i Law perquè els vengués la llicència americana de Quiksilver a ell i a Bob. A mitjans dels anys 70 ja hi havia un centre de distribució de la marca a Califòrnia. En 1984 Jeff Hakman va viatjar a Europa amb els directors de vídeos de surf Harry Hodge, Brigitte Darrigrand i John Winship on fundarien Quiksilver Europa amb les anteriors i reeixides fórmules de màrqueting americanes i australianes.
En 1988 Quiksilver s'asseguraria el campió del món del surf, Tom Carroll, i dos anys més tard a un surfista amateur que en els anys següents seria el millor surfista de tots els temps amb 10 títols mundials, Kelly Slater. En 1991 es fundaria Roxy, la versió femenina de Quiksilver i que corresponia també al nom d'una filla d'un dels fundadors. A poc a poc Quiksilver va anar dissenyant i elaborant materials de snowboard (botes, abrics, vestits especials per a la neu...) i roba comercial orientada als fans del surf i el skate. A més, l'equip de Quiksilver es nodria d'autèntics professionals del surf: el doble campió del món Tom Carroll desenvolupava i dissenyava materials a Austràlia; Bruce Raymond campió d'Austràlia era el Director de Màrqueting; el deu vegades campió del món de surf Robby Naish s'encarregava de la zona europea i Willy Morris campió de surf dels Estats Units era Cap de Vendes a Califòrnia.